# St. Maria Immaculata (Heilbronn)

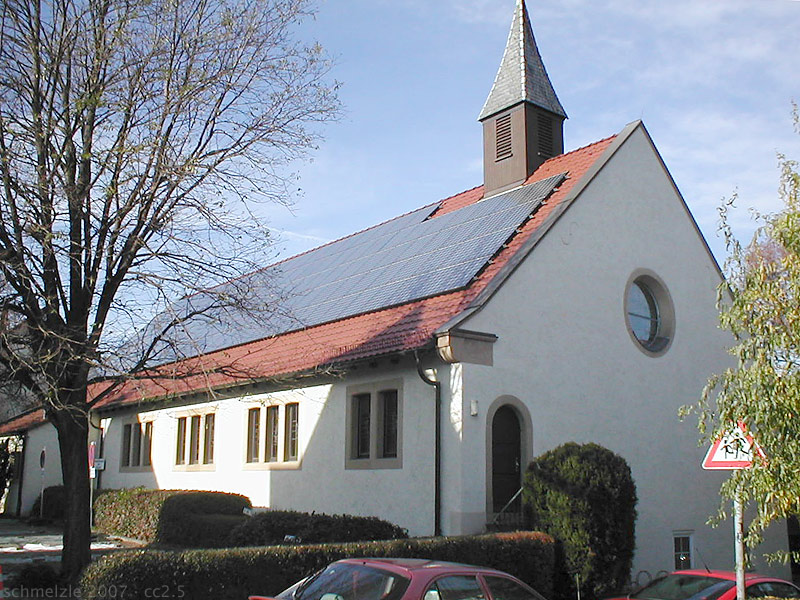
St. Maria Immaculata in Heilbronn

St. Maria Immaculata ist eine katholische Kirche im Heilbronner Südviertel. Sie gehört zur Pfarrei des Deutschordensmünsters St. Peter und Paul.
Die Kirche in der Schmidbergstraße wurde am 28. Juni 1947 eingeweiht. Der Sakralbau verfügt über einen 13 × 27,5 m großen dreigeteilten, basilikalen Kirchenraum mit 300 Sitz- und 200 Stehplätzen. Die Marienglocke im Glockentürmchen der kleinen Kirche besteht aus den Überresten der beim Luftangriff des 4. Dezember 1944 zusammengeschmolzenen Glocke aus dem Deutschordensmünster. Die Glocke der Maria-Immaculata-Kirche wurde am 21. September 1947 geweiht und erhielt den Namen Regina Pacis. 1999 wurde der Altarraum neu gestaltet. Auf dem Dach der Kirche befindet sich eine großflächige Solaranlage.